# 言峰綺禮
言峰綺禮是Fate系列中的角色，曾先后在《Fate/Stay Night》、《Fate/Zero》、《Fate/Grand Order》等作品中登场。角色配音由中田讓治担任并由武内崇角色设计。在《Fate/Grand Order》中被妖僧格里戈里·拉斯普京凭依，除此之外还有阿茲達哈卡和巴卢，因此以Alterego的职介现界。

## 概念与设计
2011年，在《Fate/zero》的公开情报中由中田讓治配音。

## 人物
言峰綺礼是位神父，其父亲言峰璃正同样是圣职人员。在《Fate/Zero》中，言峰綺礼与远坂时臣是师徒关系并秘密勾结，积极地为他谋求胜利。然而，实际上，言峰綺礼内心深处存在着巨大的空虚，他将切嗣视为能填补这种空虚的人，并不断地追求他。在吉爾伽美什的煽動下以Azoth劍從後殺害自己的恩師遠坂時臣。喜好吃辣的食物（尤其是麻婆豆腐），冬木市唯一的中华餐厅「红洲宴岁馆·泰山」的常客。曾在士郎面前食用麻婆豆腐并震慑对方，因此有“麻婆神父”或“麻婆”之称。
曾與一位身患絕症的女性克勞蒂亞·奧爾黛西亞結婚，二人之間有一個女兒卡蓮·奧爾黛西亞，而卡蓮則繼承了言峰綺禮相貌以外的一切特點。
言峰綺礼另一个著名的外号“愉悅”，是出自言峰綺礼在《Fate/Stay Night》中的名言“愉悦吧，少年。你的愿望终于实现了。（喜べ少年。君の願いはようやく叶う）”
在《Fate/Grand Order》中可能没参加冬木市的圣杯战争，并自称言峰綺礼神父以教會代表的身份来到迦勒底（实际上是异星神三使徒）。剧情初登场时被格里戈里·拉斯普京附身，但在离开俄罗斯异闻带时恢复为言峰綺禮。在第二部序章中背刺达文西，并让阿纳塔西娅冻结整个迦勒底。在二部七章的南美异闻带中因上司U-奥尔加玛丽失忆的因素，而倒戈迦勒底，并在剧情中与迦勒底和南美的居民（恐龙）踢足球。
在《Fate/kaleid liner 魔法少女☆伊莉雅》美遊原本所在的平行世界中，表面身份是拉麵店「拉麵麻」的店長，喜歡在各式食物中加入麻婆豆腐。在OVA《魔法少女☆伊莉雅 Prisma☆Phantasm》曾以麻婆豆腐拉麵辣倒五人，並用麻婆水辣倒藤村大河。其後在公園企圖煽動艾莉卡開啟潘朵拉之盒毀滅世界，最終被伊莉雅以「萬戒必破之符」從背後捅了一刀，重現了在《Fate/Zero》中從後殺死恩師遠坂時臣的一幕。

## 其他
2015年，言峰綺禮的武器黑键在《幻想戰記》中作为装备使用。2016年12月22日，曾出现在《神聖之門》的联动活动《Fate/stay night Unlimited Blade Works》中。除此之外，在《Fate/unlimited codes》中也作为可玩角色.

### 衍生作品
2024年《Fate/Zero》的音乐剧中由北园凉饰演。

## 评价
在Dengeki Online的采访中，中田让治对于在《Fate/stay night Heaven's Feel》中言峰綺禮的评价是“与平常不同，好久没见过言峰綺礼这样的表情了”，并表示言峰綺禮不是邪恶或邪道，而是坚守自己的方式去认真追求结果的角色。负责配音吉尔伽美什的关智一对其的评价是“唯一能与吉尔加美修正常交流的对象”。

## 外部連結
- Fandom （页面存档备份，存于） - 言锋崎礼